# Kolomo
 (février 2020).
Si vous disposez d'ouvrages ou d'articles de référence ou si vous connaissez des sites web de qualité traitant du thème abordé ici, merci de compléter l'article en donnant les références utiles à sa vérifiabilité et en les liant à la section « Notes et références ».

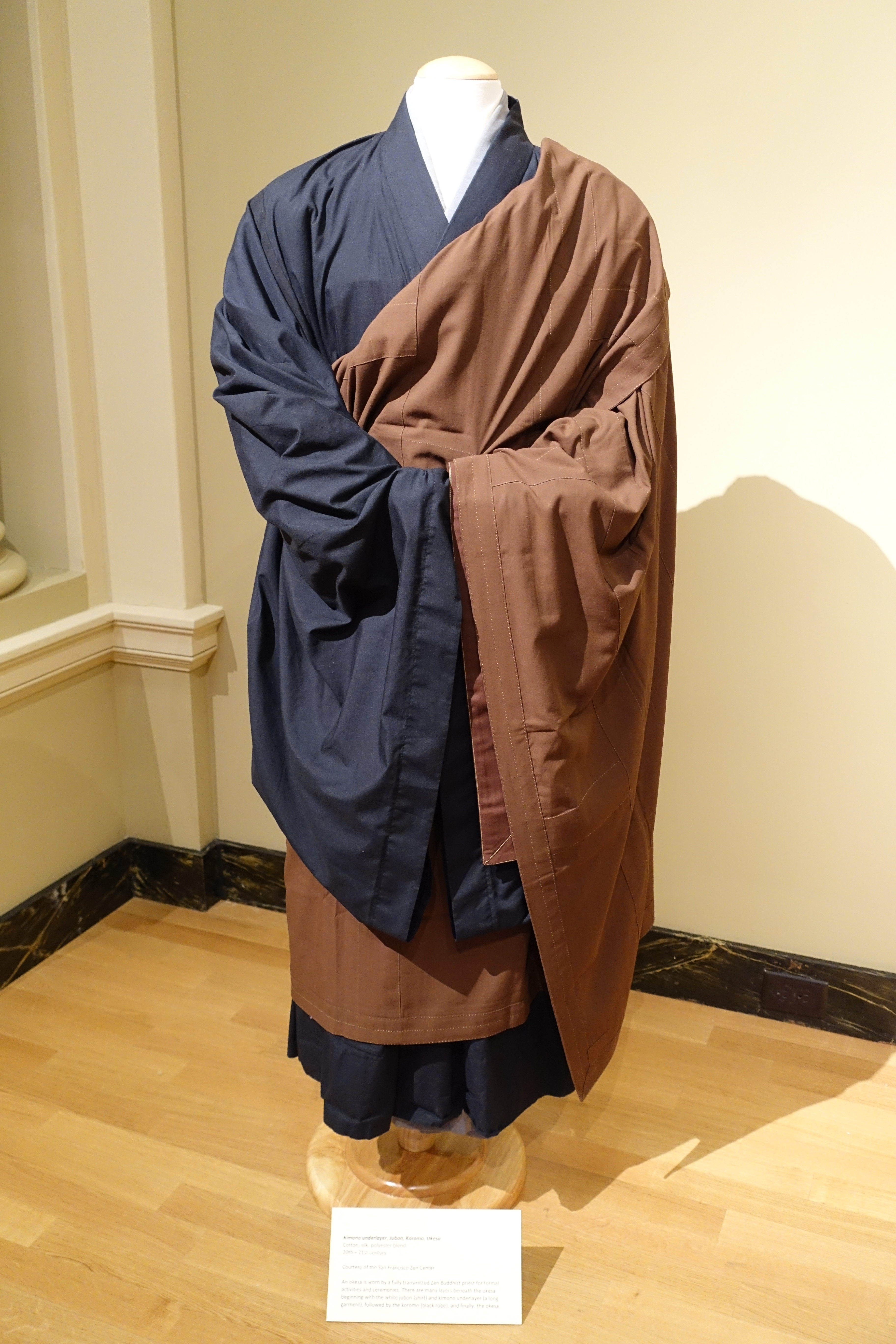
Kolomo (en noir) porté sous un kesa.

Le kolomo (également appelé koromo ou ho-i) est le nom donné au vêtement du moine et de la nonne zen. Il s'agit d'un kimono à manches longues, le plus souvent en coton, et en général de couleur noire.
Toujours confectionné sur le modèle traditionnel, il peut être doublé en haut ainsi qu'au col et renforcé aux coutures des bras avec des finitions soignées sur l'endroit comme sur l'envers. Un petit lacet que l'on noue derrière le cou, permet de remonter les manches, qui peuvent alors être plaquées le long du corps par une ceinture (appelée shukin), épais cordon de chanvre tressé, noué à la taille d'une manière spécifique.
De nos jours, le kolomo n'est guère plus porté que par des moines et moniales zen, des adeptes bouddhistes du monastère Shaolin pratiquant le Shaolin quan (kita shōrinji giwamonken) et des pratiquants de Shorinji Kempo.